# Roy Jakobs
Roy Jakobs (* 1974 in Kerkrade) ist ein niederländischer Manager und seit Oktober 2022 CEO von Philips.

## Werdegang
Jakobs studierte an der Radboud University Nijmegen und der Universität Bologna mit Master-Abschluss in Business Administration. Einen weiteren Master-Abschluss erhielt er an der TIAS School for Business and Society. Zudem absolvierte er das New Board Program der Wirtschaftsuniversität Nyenrode. Jakobs bekleidete verschiedene Positionen im Management, unter anderem bei Royal Dutch Shell und bei Reed Elsevier
Seit 2010 arbeitet er für Philips und hatte dort verschiedene Leitungspositionen inne, zum Beispiel als Chief Marketing Officer bei Philips Lighting, als Market Leader bei Philips Middle East & Turkey sowie als Business Leader der in Shanghai ansässigen Sparte Haushaltsgeräte. Im Oktober 2022 löste er den vorherigen Philips-CEO Frans van Houten ab.
Jakobs spricht Niederländisch, Deutsch, Englisch, Italienisch und Portugiesisch. Er ist verheiratet und hat drei Kinder.